# Parque natural de Somiedo
El Parque Natural de Somiedo (en asturiano Parque Natural de Somiedu) es un espacio natural protegido español que se sitúa en el área central de la cordillera Cantábrica, Asturias, y tiene 29 122 hectáreas. Corresponde geográficamente con el municipio de Somiedo, que queda completamente incluido en el parque. En 1988 fue declarado Parque natural. También tiene la figura de protección Lugar de Importancia Comunitaria y Zona de Especial Protección para las Aves de Somiedo. Fue declarado Reserva de la Biosfera de Somiedo por la Unesco en el año 2000.

## Flora

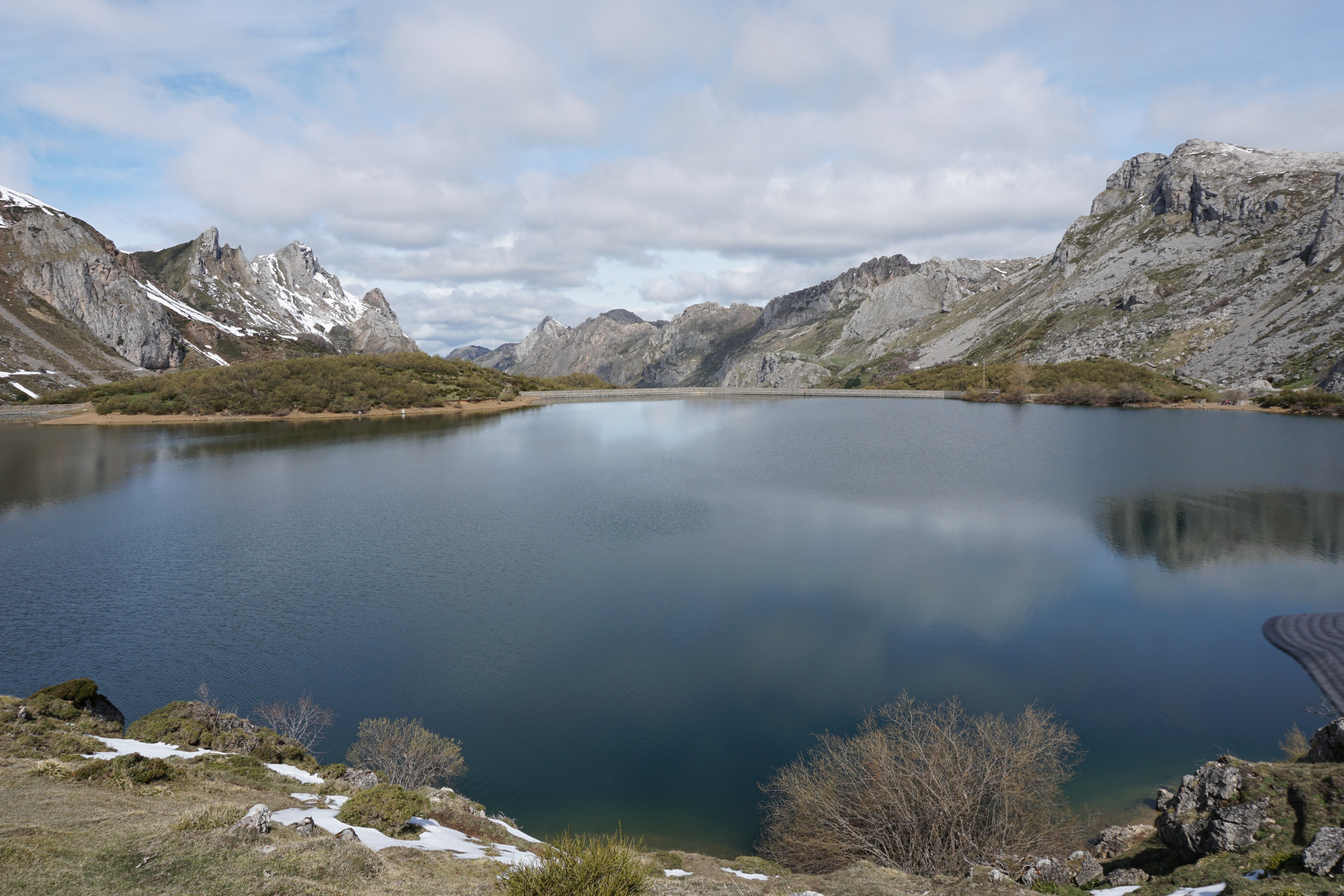
Lago del Valle

Dentro de esta gran reserva natural podemos distinguir cinco tipos de vegetación:

### Bosques
Los bosques ocupan casi la cuarta parte de la extensión del parque. Debido a la existencia dentro de la reserva de casi todas las altitudes que existen en Asturias, tenemos muestras de todos los tipos de bosques asturianos. Abundan los bosques de hayas, con zonas de gran importancia en Saliencia y Valle, robles, fresnos, arces y tilos. 
En otras zonas abunda el acebo, el tejo, abedul, encina carrasca, el quejigo (especie mediterránea solo existente en Somiedo y el Cares dentro de Asturias), y castaños.
A principios del siglo XX existían pinos silvestres autóctonos a orillas del lago Somiedo.

### Prados y pastizales
El parque también cuenta con amplias zonas de pastos, cuya superficie ocupa una quinta parte del total del territorio de la reserva. Dentro de los prados de montaña podemos destacar el narciso de trompeta y asturiano.

### Matorrales

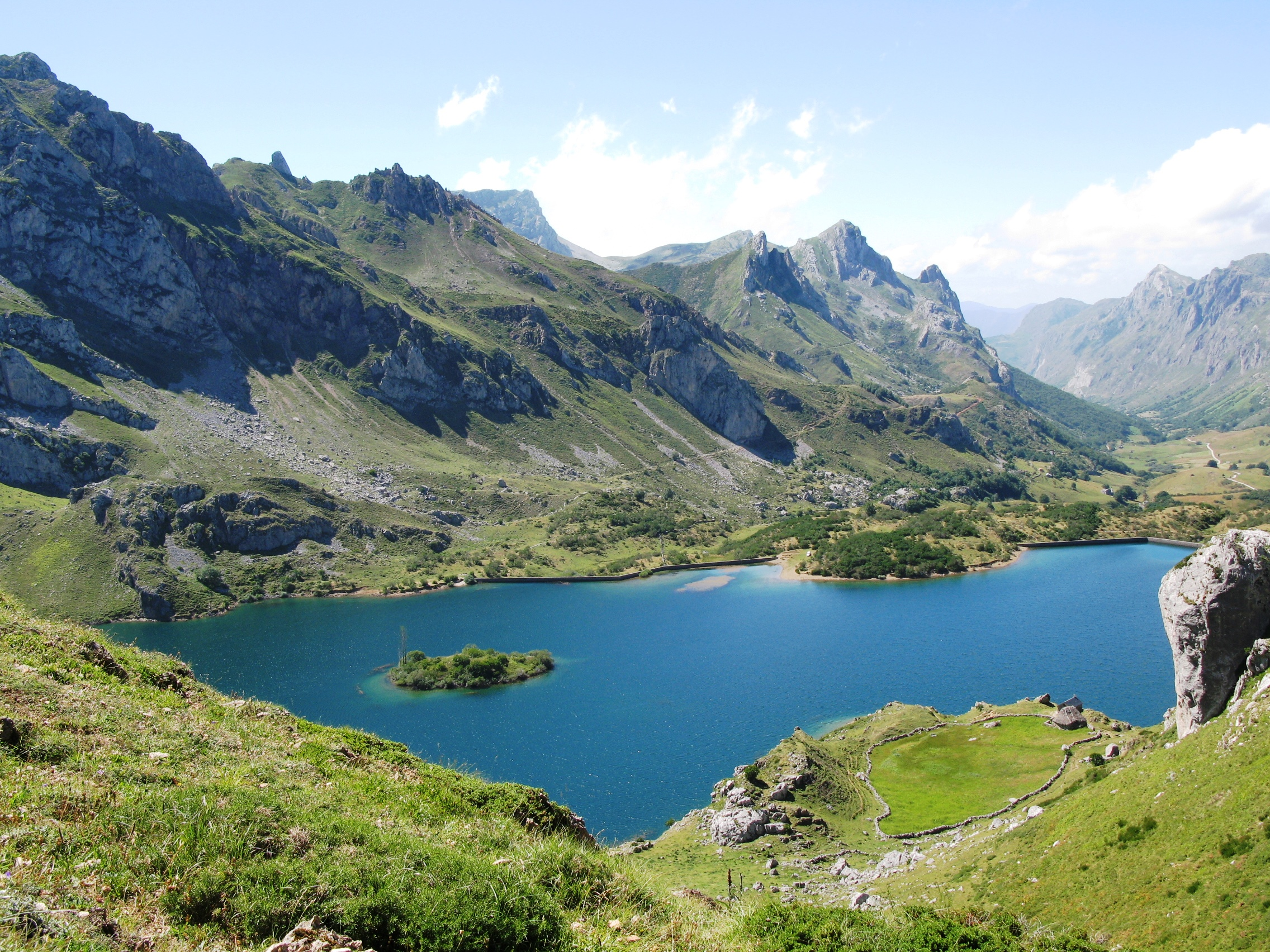
Lago y parte del territorio del parque natural

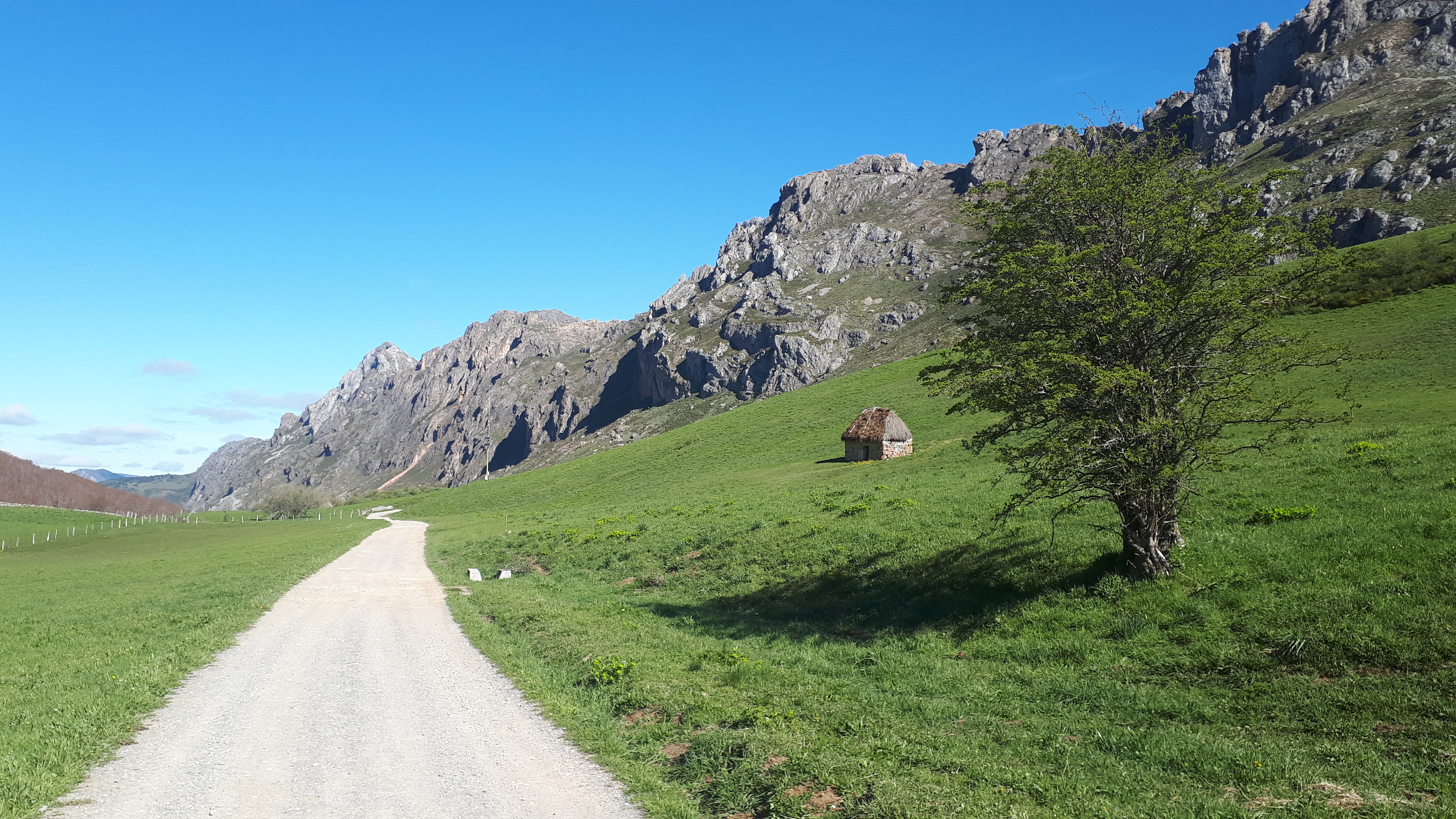
Subida al lago del Valle

Es la tercera variedad vegetativa del parque, son frecuentes los de aulaga y brezales. En otras partes del parque son más habituales los matorrales de brezo rojo, brecina, brezo blanco y arándano.

### Vegetación subalpina
En esta zona de difícil desarrollo debido a las inclemencias meteorológicas, crecen los matorrales de enebro rastrero, gayuba y laureola, arándano, brecina y genciana.

### Medios acuáticos e higrófilos
La fisonomía glaciar ha dado lugar a lagos, lagunas y turberas. En esta zona podemos encontrar el 
apio rastrero. Dentro de las turberas, podemos encontrar rocío de sol de hoja larga, la lentibularia menor, la potentilla arbustiva, la cinta de agua y la cola de caballo variegada.
Entre toda la flora del parque destaca la centaura o centaurea de Somiedo (Centaurium somedanum), ya que es una planta endémica de zonas de Asturias y el norte de León.

## Fauna
La escasa densidad de población de la zona y lo abrupto del terreno, que brinda a los animales abundantes zonas de refugio, dan al parque una gran riqueza faunística.

### Mamíferos
El oso pardo (del que según los últimos estudios[cita requerida] habita en el parque entre el 40 y el 50 % de la población total de la especie en la cordillera Cantábrica), el ciervo,el lobo, el jabalí, el venado, el rebeco, el corzo, la liebre de piornal, el desmán ibérico, la nutria, el zorro rojo, la marta, la jineta, el gato montés, la garduña y el tejón.

### Aves
Habitan alrededor de 120 especies de aves, entre las que destacan el urogallo cantábrico, el águila real, el alimoche, el azor común, el halcón peregrino. Los pájaros carpinteros pito negro y pico mediano están entre las más extrañas.

## Rutas por el parque

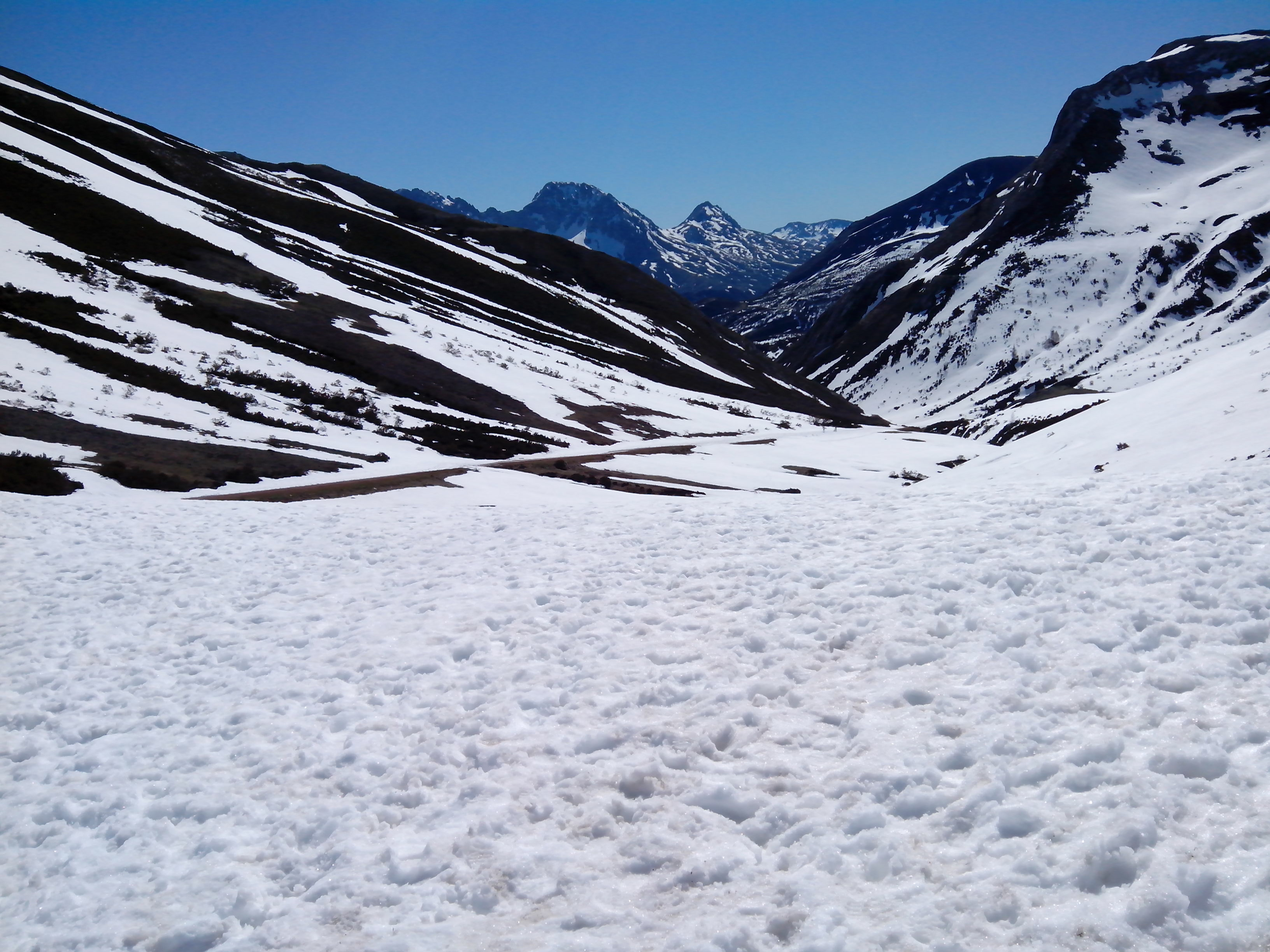
Alto de La Farrapona

Estas son algunas de las rutas que se pueden hacer por el parque: 
- ruta del Cornon
- ruta de la braña de Mumian
- ruta de la braña de Saliencia
- ruta de Castro
- ruta La Peral - Villar de Vildas
- ruta del Valle de Pigueña
- ruta de los Lagos
- ruta del Valle del Lago
- ruta del Puerto - Valle del Lago
- ruta del Valle del Lago - Braña de Sousas

## Edificaciones de especial interés

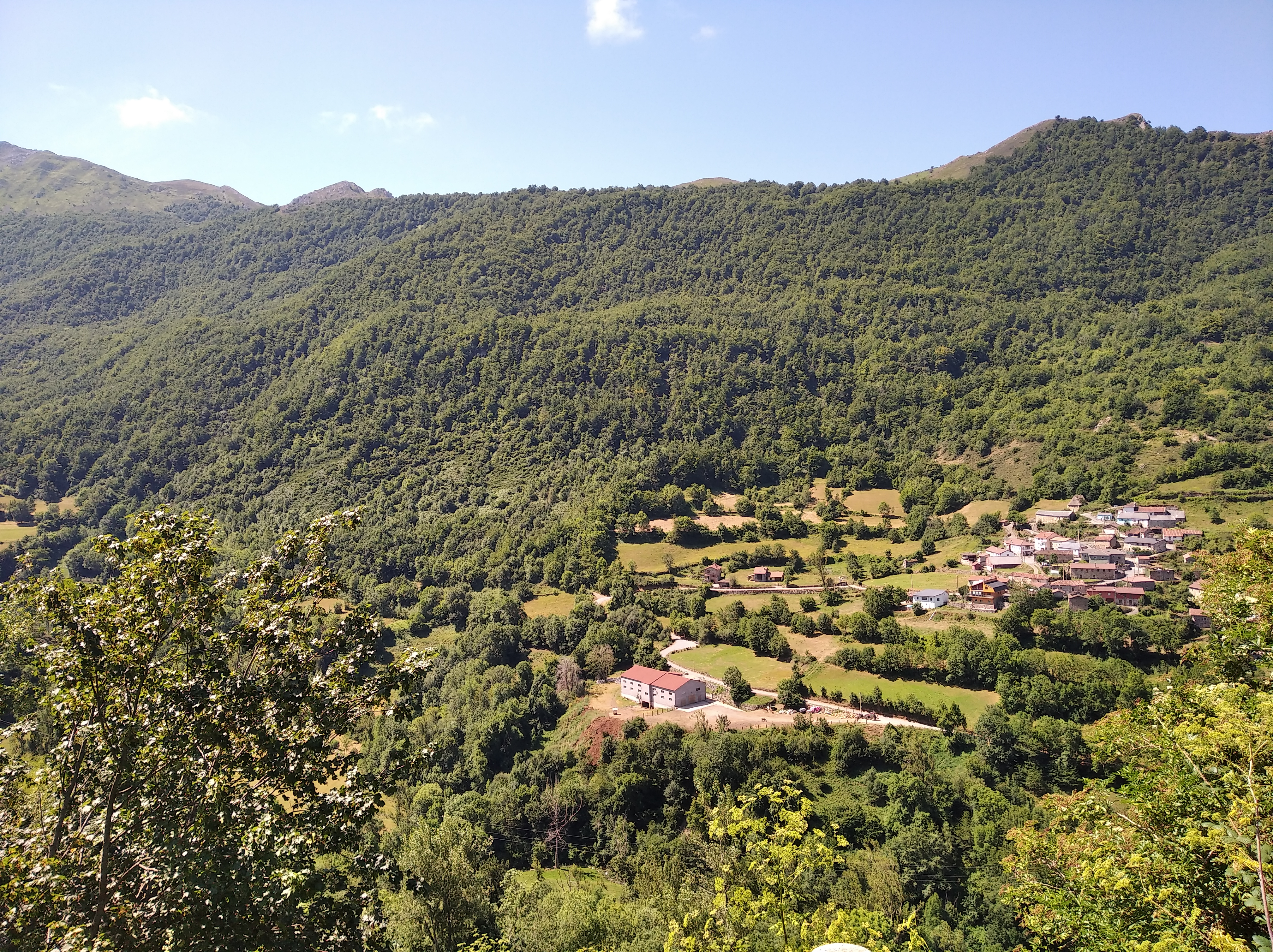
Pueblo de El Coto desde el mirador de Buenamadre

Uno de los emblemas de somiedo son los teitos, cabañas con cubierta vegetal para el recogimiento de personas y ganado, que se remontan en su origen a la época medieval, dentro de las dinámicas de competencia por los pastos que hicieron parcelar los pastos de altura de Somiedo. Actualmente, su conservación es crítica, tanto que en algunos pueblos y brañas han desaparecido ya todas las construcciones que existían de este tipo, y hoy los visitantes y curiosos solo pueden contemplar sus ruinas.

## Otros aspectos de interés
Los habitantes del parque están divididos en dos grupos cultural y socialmente bien diferenciados. Estos dos grupos singulares, ya que no se parecen al resto de los grupos étnicos de la región, son los vaqueiros de alzada y xaldos. Los primeros, dado su carácter nómada y de sociedad cerrada, atesoran una cultura mitológica y folclórica especial, lo que les otorga gran importancia desde el punto de vista de las tradiciones y de la cultura.

## Centro de interpretación
El centro de interpretación y recepción de visitantes del parque natural de Somiedo  Archivado el 4 de abril de 2010 en Wayback Machine. está situado en Pola de Somiedo. El edificio contiene una zona en la que se muestra los diferentes aspectos del parque ya sea sobre la fauna, flora, clima, etc. 
Existe también una zona especial para el estudio e información sobre la joya de Somiedo que es el Oso pardo cantábrico.